# イギリス陸軍サフィールド訓練部隊
イギリス陸軍サフィールド訓練部隊 (British Army Training Unit Suffield, BATUS)は、カナダ、アルバータ州サフィールドのサフィールド・カナダ軍基地に設置されたイギリス陸軍の訓練施設およびその施設の管理部隊の名称である。
BATUSはソールズベリー平原訓練区域の7倍の広さがありイギリス陸軍の訓練施設としては現在2番目に大きく、戦闘集団までの戦闘訓練を実施可能である。

## 歴史
第二次世界大戦前、フランス領アルジェリアにイギリス軍の化学兵器試験施設が設置されていたが、第二次世界大戦でのフランス降伏後、親ナチスのヴィシー政権が実権を握った事によりこの施設が使用不可能となった。イギリス政府は国内で代替地を見つけられず、カナダ政府との間で、サフィールドに試験施設を設置する事で合意した。大戦中、イギリス軍およびカナダ軍はサフィールドの施設を様々な目的で使用し、大戦終結後、イギリス軍はサフィールドから引き揚げ、カナダ国防研究開発委員会が施設の管理を引き継いだ。
1969年、リビアでカダフィ大佐がクーデター（リビア革命）により政権を奪取したことに伴いトブルクのイギリス軍施設およびトリポリの米軍施設が使用できなくなり、イギリス陸軍は機甲部隊の大規模訓練を行う施設を失ってしまった。これを受けて1971年にイギリス政府とカナダ政府間で10年間のリース契約が締結され、イギリス陸軍がサフィールドで戦闘集団レベルの機甲訓練を実施する事となった。
1972年1月にイギリス陸軍サフィールド訓練部隊 (British Army Training Unit Suffield, BATUS)が正式に設立され、同年7月に第4王立戦車連隊がBATUSで最初の実弾訓練を行った。この時点でBATUSはイギリス陸軍の使用する最大の訓練施設であった。
1981年にリース契約が10年延長され、1991年には15年延長された。2006年にはBATUSの施設を無期限でイギリス軍に貸与する契約が締結された。
2019年にイギリス政府とオマーン政府の合意により、オマーン国内ドゥクムにオマーン・イギリス共同訓練区域が開設されたことにより、BATUSはイギリス陸軍の訓練施設としては2番目の大きさとなった。
2020年9月の報告によれば、現在イギリス陸軍が使用しているチャレンジャー2主力戦車が旧式化し退役となる場合には、BATUSでの機甲訓練も停止される可能性があるとされている。BATUSに近いメディシンハット市の市長は、1970年代以来、BATUSの存在はこの地域の経済を安定的に支えてきた重要な基盤であるとして、運用停止に懸念を表明した。2007年度の見積もりでは、BATUSは約1億ドルを地域経済に供給していたと考えられている。

## 訓練

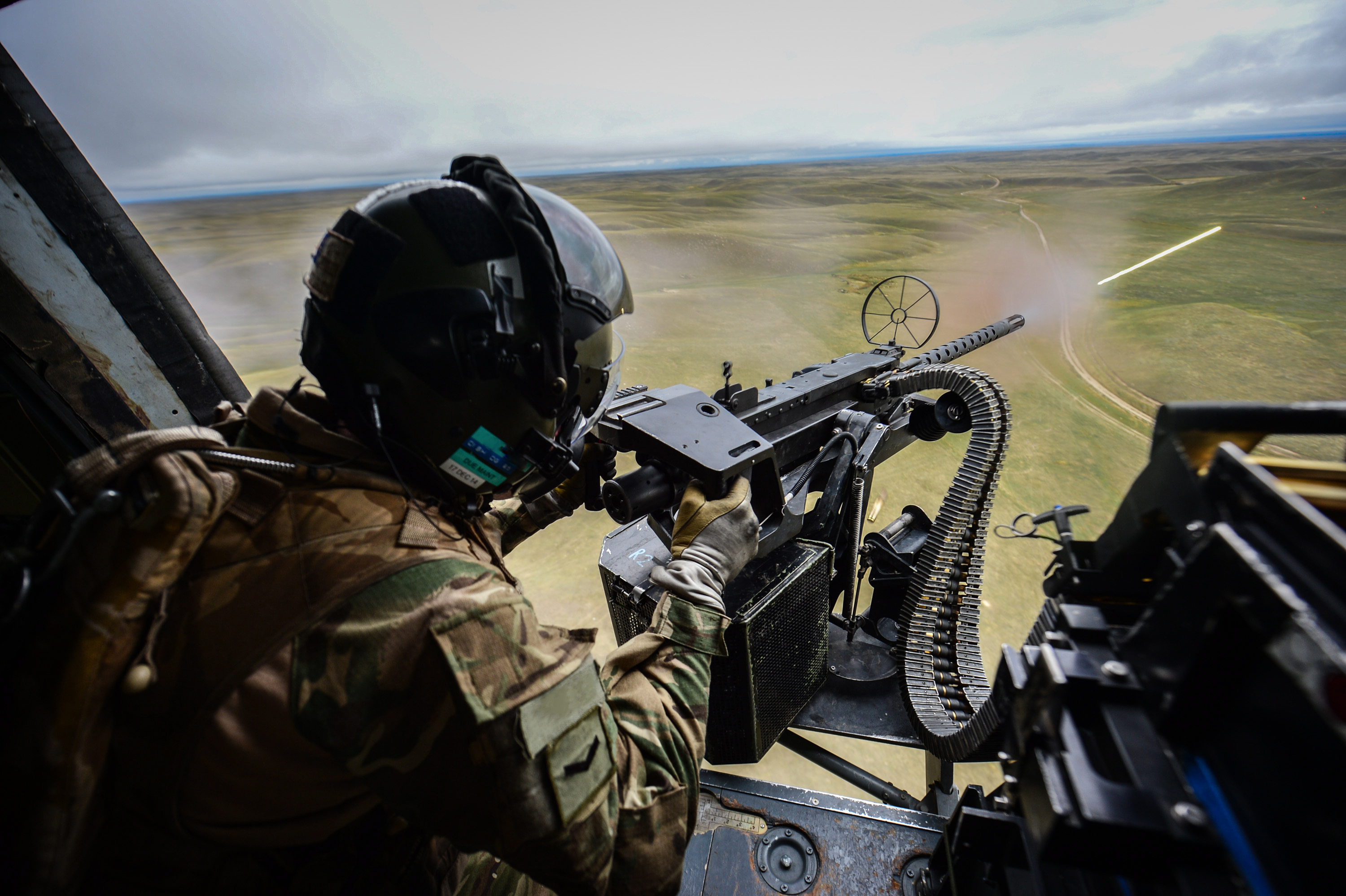
演習でウェストランド リンクスからドアガンの射撃を行う兵士、2014年

BATUSでの訓練は、通常厳寒期を避けて毎年5月から10月にかけて行われる。毎年、4～6の戦闘集団が英国本土から派遣されそれぞれ約1ヶ月程度の訓練を行い、これをBATUSの常勤職員、臨時派遣職員、および交代制の対抗部隊がサポートする形で実施される。BATUSの常勤職員は比較的少ない（2019年時点で要員229名）が、機甲訓練をサポートする多くの臨時職員によりスタッフの総数は大幅に増加する。また、フランス語を話す地元カナダ在住の俳優が、非英語圏の民間人との接点を兵士に与えるためにしばしば雇用されている。
通常年4回、約1ヶ月行われる大規模演習は、戦場への移動・戦闘・本土への帰国という一連の行動をシミュレートする事を目的としている。演習中、英軍兵士らは「アトロピア」という架空の地域で、「ドボニア軍」という架空の敵勢力と戦闘を行う
。
冬季の期間中、英軍の戦車や支援車両が整備を受けている間、カナダ軍の部隊による寒冷地・極地戦訓練がサフィールドで行われる。
BATUSには22両のチャレンジャー2戦車、112両のCVR（T）、103両のFV432/FV430、台数未公開のウォーリア装甲戦闘車、AS-90自走砲、AVRE工兵車、等を含む1,000両以上の車両が配備されている。また、陸軍航空隊第5連隊隷下の第29(BATUS)飛行班のウェストランド ガゼル AH.1も配備されている。